# رادو نونویلر
رادو نونویلر (رومانیایی: Radu Nunweiller؛ زادهٔ ۱۶ نوامبر ۱۹۴۴) بازیکن و مربی فوتبال اهل رومانی بود.
از باشگاه‌هایی که در آن بازی کرده‌است می‌توان به باشگاه فوتبال دینامو بخارست اشاره کرد.
وی همچنین در تیم ملی فوتبال رومانی بازی کرده‌است.